# Carnaval de Monthey

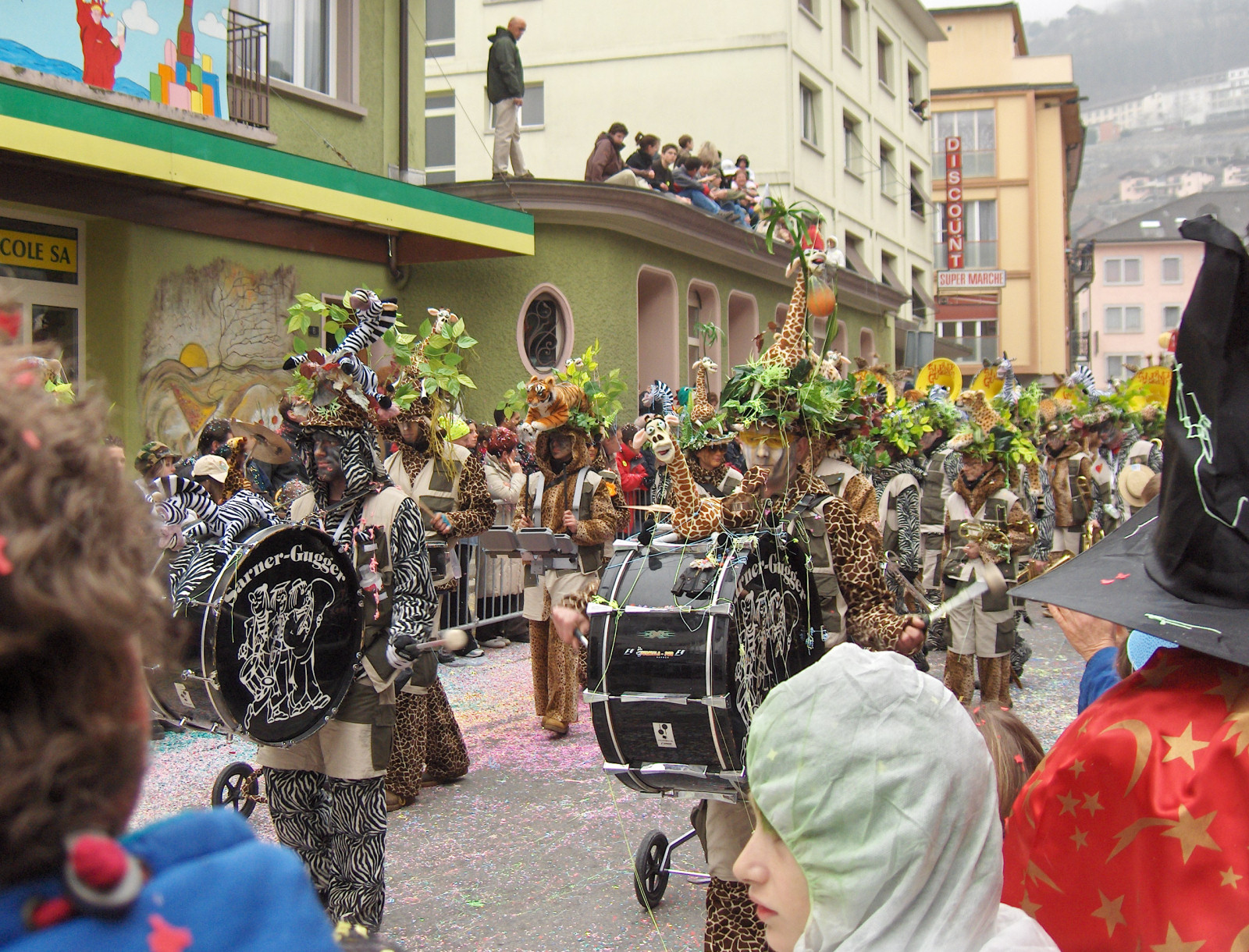
Guggenmusik durant le cortège du dimanche

Le Carnaval de Monthey fait partie des carnavals les plus connus en Suisse romande. Il a lieu chaque année, dès le jeudi avant Mardi gras, à Monthey dans le canton du Valais. Le Petit Carnaval a lieu durant le week-end, une semaine avant le Carnaval.
Les fêtes sont organisées depuis 1872 et attirent de nombreuses personnes de la région et des cantons voisins. Le dimanche, se déroule le cortège en ville durant lequel défilent une dizaine de chars accompagnés de guggenmusik. Le cortège attire des dizaines de milliers de spectateurs (60 000 en 2023).
Le vendredi, le Prince du Carnaval est intronisé aux côtés de ses Miss choisies pour l'occasion. Les trois comparses apparaissent durant les diverses manifestations et le cortège du dimanche sur un char. D'autres personnages font également partie de la tradition en particulier les Triboulets qui ont quatre boulets, nommés d'après Triboulet, le fou du roi François Ier de France, et habillés tout de rouge avec un chapeau à clochettes. Généralement de jeunes adultes, ils sont chargés de distribuer du vin blanc de la région aux spectateurs. Le triboulet est le logo du carnaval et une représentation de plusieurs mètres de haut de son chapeau figure sur la place de la ville.

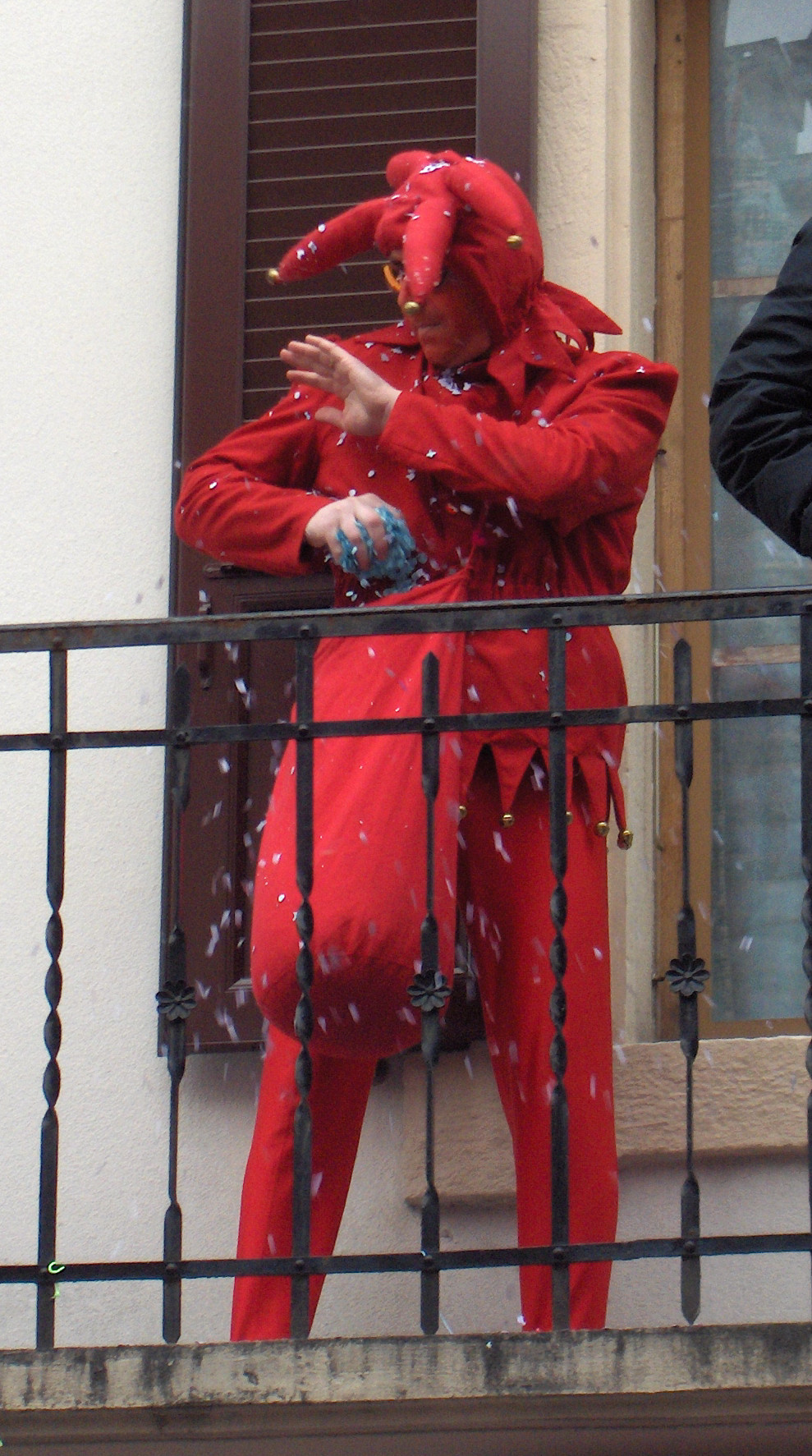
Un Triboulet

Le Pimponicaille désigne le lundi où se déroule une grande fête en ville. C'est aussi le nom de l'hymne du carnaval de Monthey.

## Journées

### Jeudi
- Cortège de la Castalie
- Début des animations en ville
- Concours et jugement de la décoration dans les bistrots de la ville

### Vendredi
- Bal des aînés
- Animation en ville par les guggenmusik
- Intronisation du Prince de Carnaval
- Élection des Miss (Miss Carnaval et Miss Pimponicaille)

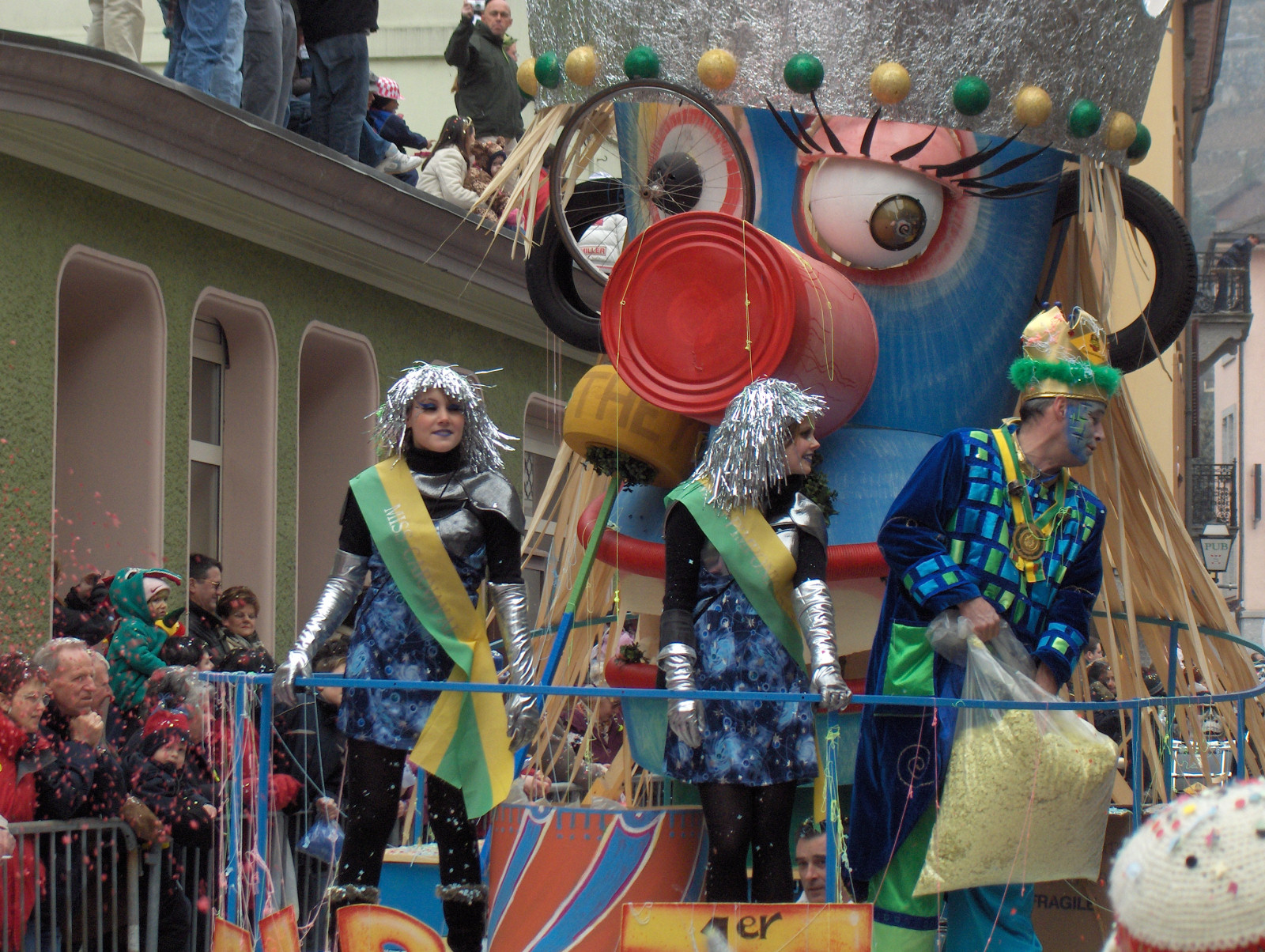
Le Prince Albert 1er et ses Miss

### Samedi
- Animation pour les enfants durant l'après-midi
- Bal pour les enfants
- Championnat du monde du lancer de confettis
- Concours de masques
- Concert de guggenmusik

### Dimanche
- Grand concert des guggenmusik dès 11 heures sur la place centrale
- Grand cortège
- Bataille de confettis

### Lundi
- Concours de masques des enfants
- Animation en centre-ville
- Le Pimponicaille (soir)

### Mardi
- Cortège des enfants
- Jugement du Bonhomme Hiver